# Parlamento di Antigua e Barbuda
Il Parlamento di Antigua e Barbuda (in inglese Parliament) è il parlamento bicamerale di Antigua e Barbuda. È costituito dalla Camera dei rappresentanti, la camera bassa; il Senato, la camera alta; e dal sovrano del Regno Unito, che è il capo di Stato di Antigua e Barbuda.

## Storia
Il Parlamento fu istituito il 27 febbraio 1967, contestualmente all'adesione di Antigua ai West Indies Associated States. Con la promulgazione della Costituzione di Antigua e Barbuda, avvenuta nel 1981, furono mantenuti i nomi delle camere, ma il numero di senatori aumentò da dieci a diciassette.

## Funzioni
Entrambe le camere possono presentare proposte di legge, ad eccezione di quelle finanziarie: la presentazione di queste ultime è consentita solo nella Camera dei rappresentanti.

## Composizione
La Camera dei rappresentanti è composta da un numero variabile di membri, eletti in collegi uninominali con il sistema maggioritario a turno unico per un mandato di cinque anni.
Il Senato è composto da 17 membri, la cui nomina è affidata al Governatore generale di Antigua e Barbuda.